# Куп пет нација 1931.
Куп пет нација 1931. (службени назив: 1931 Five Nations Championship) је било 44. издање овог најелитнијег репрезентативног рагби такмичења Старог континента. а 17. издање Купа пет нација.
Куп је освојио Велс.

## Такмичење
Француска - Ирска 3-0
Енглеска - Велс 11-11
Шкотска - Француска 6-4
Велс - Шкотска 13-8
Енглеска - Ирска 5-6
Велс - Француска 35-3
Ирска - Шкотска 8-5
Ирска - Велс 3-15
Шкотска - Енглеска 28-19
Француска - Енглеска 14-13

## Табела
|   | Селекција                      | ИГ | Д | Н | И | ПД | ПП | ПР  | Б |  |
| - | ------------------------------ | -- | - | - | - | -- | -- | --- | - |  |
| 1 | Рагби репрезентација Велса     | 4  | 3 | 1 | 0 | 74 | 25 | +49 | 7 |  |
| 2 | Рагби репрезентација Шкотске   | 4  | 2 | 0 | 2 | 47 | 44 | +3  | 4 |  |
| 2 | Рагби репрезентација Ирске     | 4  | 2 | 0 | 2 | 17 | 28 | -11 | 4 |  |
| 2 | Рагби репрезентација Француске | 4  | 2 | 0 | 2 | 24 | 54 | -30 | 4 |  |
| 5 | Рагби репрезентација Енглеске  | 4  | 0 | 1 | 3 | 48 | 59 | -11 | 1 |  |